# Björkebergs kyrka

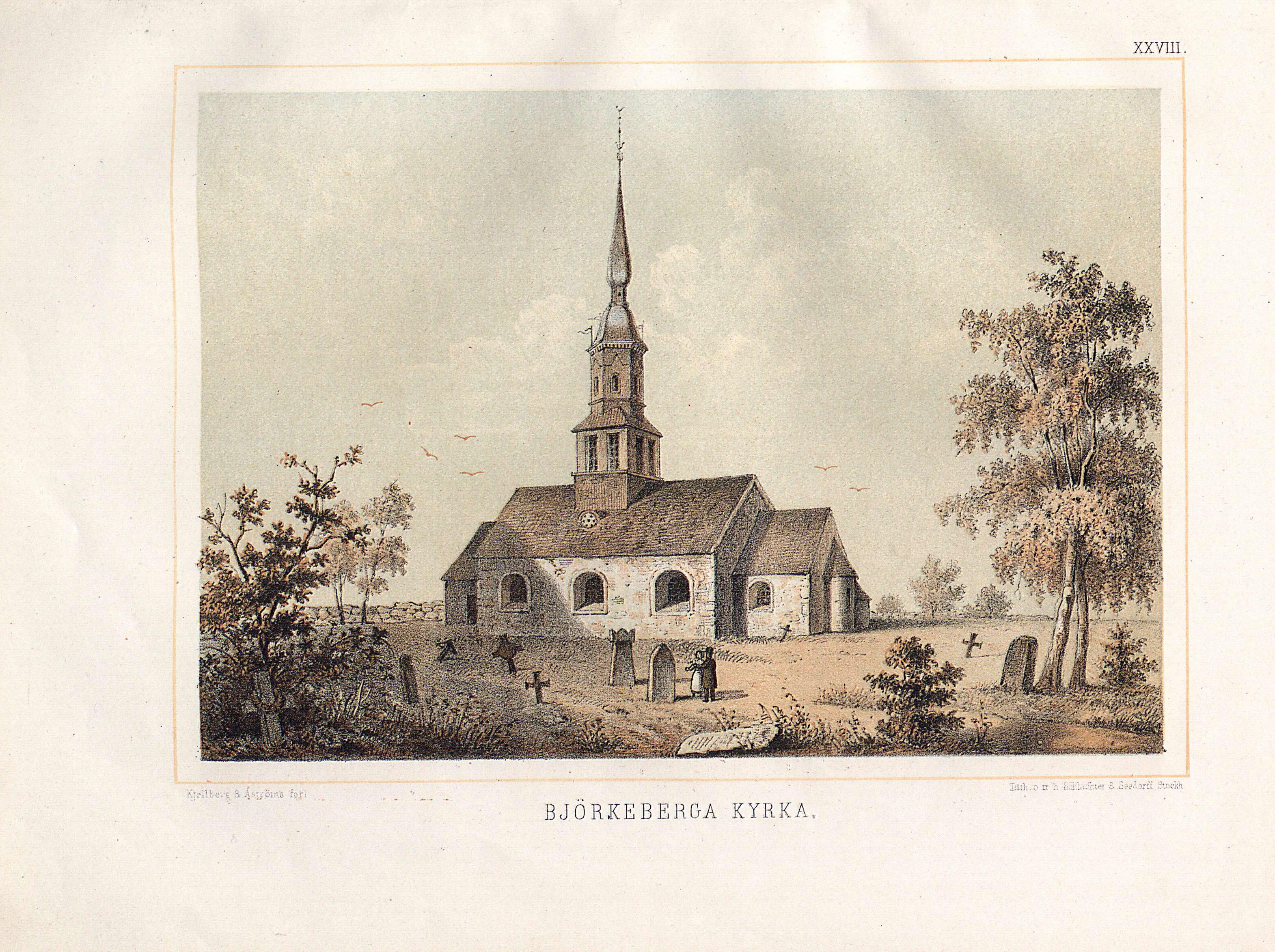
Björkebergs kyrka. Färglitografi 1874

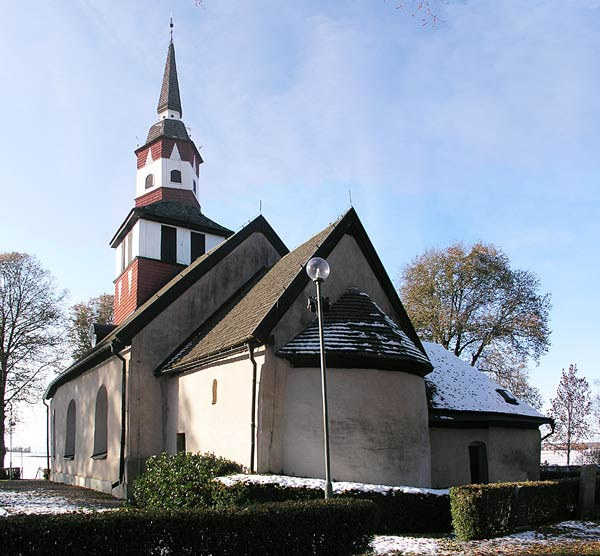
Björkebergs kyrka, österifrån

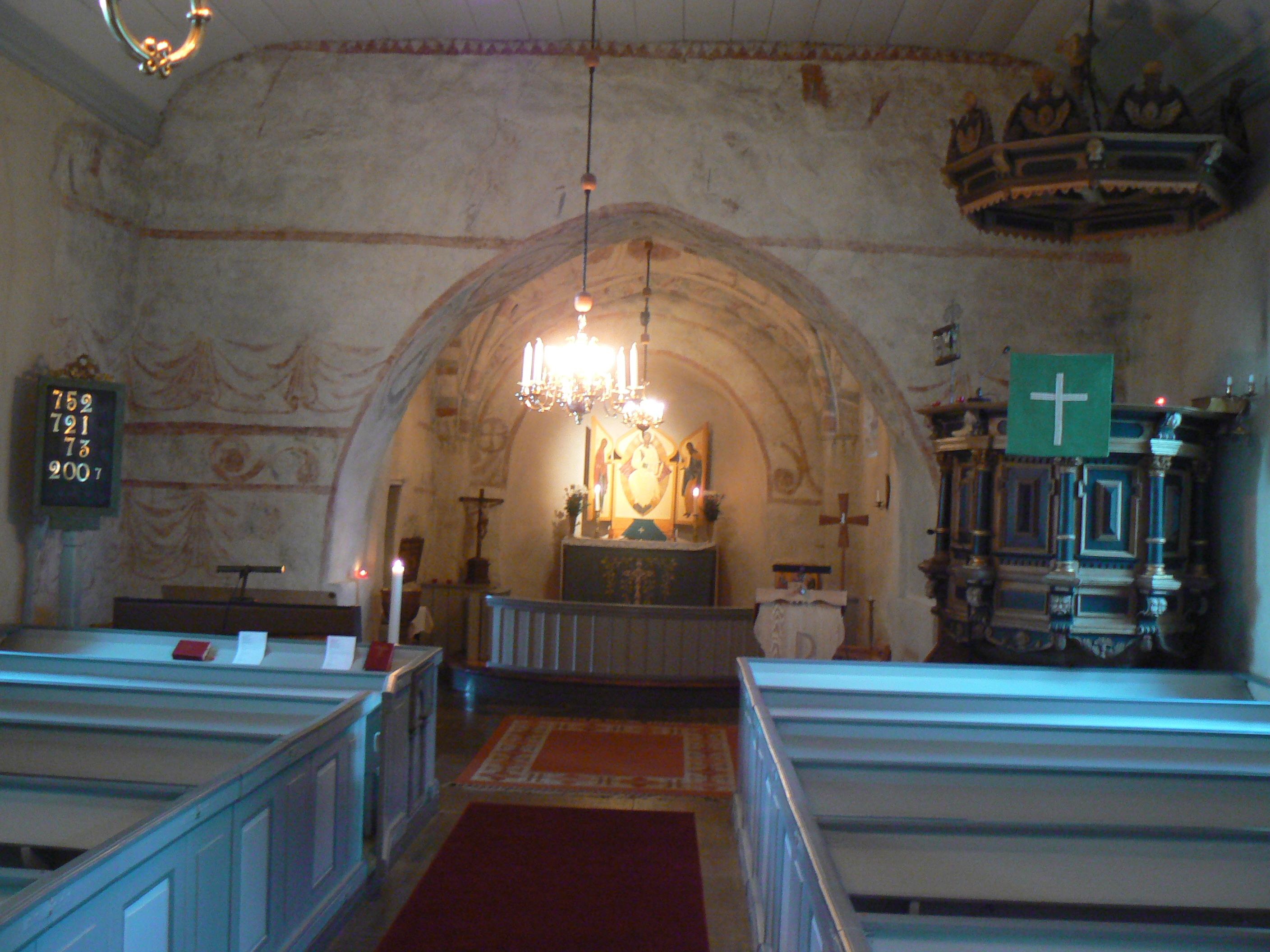
Interiör

Björkebergs kyrka är en kyrkobyggnad i Björkeberg i Linköpings stift. Den är församlingskyrka i Vikingstads församling.

## Kyrkobyggnaden
Björkebergs romanska kyrka består av långhus med smalare absidkor, sakristia på korets nordsida samt vapenhus i väster. Byggnadsmaterialet är sten, utom i vapenhuset som är timrat. Takfallen är träspåntäckta och långhuset kröns av en takryttare.
Kyrkorummets medeltida karaktär är tydligast i kordelen, som har kryssvalv och triumfbåge med kalkmålningar från 1300- och 1400-talen. På triumfbågmuren syns draperimåleri samt svaga figurframställningar. Fönstren har rundbågar och är försedda med blyinfattade glas.

## Historik
Större delen av långhuset samt absidkoret uppfördes i kalksten och gråsten under tidig medeltid. Omkring 1300 putsades fasaden i gulbrun ton, invändigt vidgades triumfbågen och kyrkan försågs med kalkmåleri och runristning på latin: "denna plats är deras som sjunga ej andras". Första gången Björkebergs kyrka omtalas är 1382. Enligt obekräftade uppgifter kan det ha funnits ett torn i väster. Senare under medeltiden tillfogades sakristian och långhuset förlängdes åt väster. I slutet av 1400-talet ersattes det plana brädtaket av kryssvalv i tegel, som försågs med kalkmålningar, vilket delvis spolierade de äldre målningarna.
År 1567 skadades och plundrades kyrkan av danskarna under Daniel Rantzaus befälskap. En ny klockstapel byggdes 1641 av Måns Jönsson i Mjölorp. Klockstapeln brann 1707 men byggdes upp igen 1741.
Carl Fredric Broocman berättar i mitten av 1700-talet:
"Uti then Helga Skrift kallar David ett HERrans Hus och Tempel Berg, hwilket med ordet Berg här äfwen måtte förstås; i thy at uti hela Soknen icke är ett enda Berg, som kunnat gifwa anledning at tillägga Kyrkan namnet Berg: men til Biörke-namnet finnes anledning af en icke långt ifrån Kyrkan ännu synlig, dock merendels uthuggen Biörke-Lund, som förmodeligen uti Hedendomen warit Offer-Lund. Om Kyrkans ålder stadnar man uti owißhet; dock ser man af thes structur, at hon är en bland the äldsta i Länet. Från henne räknar man en och en fjerdedels mil til Linköping, och står hon på Krono grund, hållandes uti längden, med en tillbyggnad af 11 alnar, som uti urminnes tid gjord är, 40 alnar, och i bredden 14 och en half aln. Thes Altartafla synes wara ifrån Påwetiden, och föreställer hon, uti wäl förgyldta bilder, Frälsaren på Korßet, och Apostlarna å ömse sidor. Prädikstolen af Snickare-Arbete med swart och brun målning, pryder sitt rum, änskönt han ej kostat Kyrkan och Församlingen mer än 160 Daler Kopp:mt, tå han år 1729 blifwit köpt och upsatt. Af Antiquiteter är här ett Påwiskt Rökelsekar; och icke långt ifrån Kyrkan mer än 60 Ättebackar, som ock kunna bestyrka then mening, som nyß förrut anförd är, om Hedniska Offer-Lunden och Blota-stället. Kyrkans Klockor, af hwilka then större warit guten år 1600, och then mindre för then tiden, hänga uti Trästapel, som blifwit upsatt år 1641. Intet  Torn är på Kyrkan, men till hennes prydnad inneslutes hon af stora på Kyrkogården planterade Ask-trän."
Under andra hälften av 1700-talet var det dags för en större ombyggnad av kyrkan: valven revs, fönstren förstorades och långhuset fick läktare och brädtunnvalv. Den spåntäckta takryttaren restes 1762-1763 med Petter Frimodig som byggmästare. Under ledning av byggmästare Casper Seurling uppförs ett vapenhus i reveterat liggtimmer i väster med ingång från söder istället för det tidigare södra. Samtidigt revs ett västligt stentorn.
År 1945 görs en större restaurering under ledning av arkitekt Erik Fant och med medhjälp av konservator Bengt Bengtsson. Fönster förminskas och förses med blyinfattat glas, koret återförs till dess ursprungliga utseende, kalkmålningarna från 1300- och 1400-talen tas fram och konserveras, predikstolen avfärgas från sin vita övermålning och flyttas över till epistelsidan för att inte skymma det välbevarade kalkmåleriet på evangeliesidan, m.m. Även 1983 gjordes en del konserverings- och underhållsåtgärder.

## Inventarier
Bland inventarierna ingår:
- Träskulptur av ek, Katarina av Alexandria, arbete från verkstad i Östergötland, 1325-1350.[1]
- Träkrucifix av ek, arbete från verkstad i Östergötland, 1400-talets andra hälft.
- Sakramentsskåp i norra korväggen, medeltiden, tillverkat av en urholkad trästock.
- Rökelsekar från påvetiden.
- Kalkmålning på spridda ställen, 1300-talets första hälft.
- Kalkmålning i korvalvet från Risingemästarens krets, 1400-talets andra hälft.
- Predikstol i senrenässansstil, skänkt 1728 av snickarmästare Måns Wittmar, restaurerad 1945. Den tycks vara släkt med predikstolen i Vreta klosters kyrka.
- Dopfunt av trä skänkt 1877 av kyrkoherde Carl Fredrik Wahlgren (1811-1888).
- Altarskåp i tre delar, ikontriptyk, visande Kristus i mitten med Maria och Johannes döparen på ömse sidor, från 1987 av Marice Sariola.
- Storklockan, gjuten av Jakob Bjerman, Stockholm 1788, omgjuten hos K. G. Bergholtz klockgjuteri 1947.
- Lillklockan antagligen medeltida.

## Orglar
Kronologi:
- 1844 (enligt E Erici – A Unnerbäck 1988) eller 1862 (enligt S-Å Carlsson & T Johansson 1989): Orgelbyggare & -reparatör Anders Petter Kullbom (1817-1900), Linköping, bygger en 7-stämmig orgel.
- 1937: M. J. & H. Lindgren, Göteborg, bygger en pneumatisk 12-stämmig orgel. Kullboms orgel magasineras.

Disposition:
| Huvudverk I      | Svällverk II                          | Pedal             | Koppel    |
| Principal 8’     | Rörflöjt 8’                           | Subbas 16’        | I/P       |
| Gedackt 8’       | Salicional 8’                         | Principal 8’      | II/P      |
| Oktava 4’        | Gemshorn 4’                           | Koralbas 4’       | II/I      |
| Mixtur III chor. | Blockflöjt 2’                         |                   | 4’ I/I    |
|                  | Sesquialtera II chor. 2 2/3’ + 1 3/5’ | 1 fri kombination | 16’ II/II |
|                  | Crescendosvällare                     | Registersvällare  | 4’ II/P   |

## Referenser

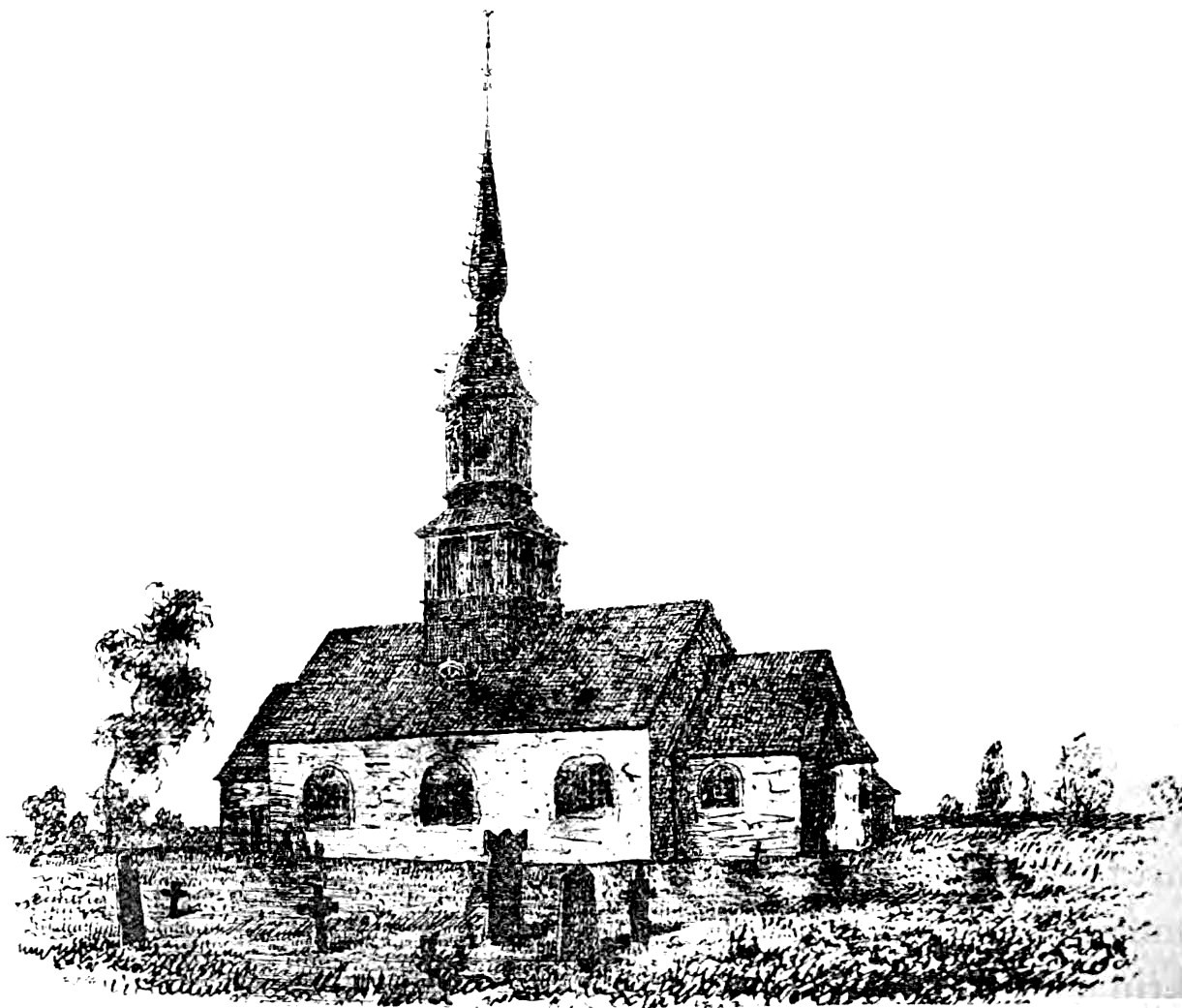
Teckning av kyrkan från 1864.

### Webbkällor
- anläggningspresentation
- Medeltidens bildvärld, Historiska museet.
- i Björkebergs kyrka (Riksantikvarieämbetet).

### Fotnoter
1. ↑  enligt akademisk avhandling 1955 av Carina Jacobsson; "Höggotisk träskulptur i gamla Linköpings stift".